# Ankyra (Phrygien)
Ankyra (altgriechisch Ἄγκυρα; lateinisch Ancyra) war eine antike Stadt im Norden Phrygiens, nicht zu verwechseln mit der gleichnamigen Stadt in Galatien, der heutigen türkischen Hauptstadt Ankara.

## Lage
Nach dem griechischen Geographen und Geschichtsschreiber Strabon war Ankyra eine Kleinstadt oder Burg in der Nähe von Blaudos. Aus Strabons Beschreibungen schließen Archäologen, dass die Ruinen am Ufer des Simav-Sees bei Boğazköy, das früher den Namen Kilise Köy (zu Deutsch Kirchendorf) trug, von der Stadt Ankyra stammen. In der Antike lag Ankyra am Ufer dieses Sees.

## Münzprägung
Ankyra war das Zentrum des Abbaitis-Gebiets in West-Phrygien. Im 2. Jahrhundert v. Chr. wurden hier Münzen mit der Aufschrift ΜΥΣΩΝ ΑΒΒΑΙΤΩΝ geprägt. Aus der Regierungszeit Neros stammen Münzen mit dem Stadtnamen Ankyra. Dies könnte zu der Zeit gewesen sein, als der Stadt der Ehrenname Julia beigegeben wurde. Diese Münzen hatten zur Zeit von Nero die Aufschrift ΙΟΥΛΙΕΩΝ ΑΝΚΥΡΑΝΩΝ und danach Poppaea. Auf später geprägten Münzen steht nur noch ΑΝΚΥΡΑΝΩΝ. Die Ankyra-Münzen wurden in der Zeit von Nero bis Philippus Arabs, also  ca. 200 Jahre lang geprägt. Einige der Münzen stellen Zeus mit einem Anker dar.
In byzantinischer Zeit war Ankyra ein Suffraganbistum von Laodikeia.
Ankyra wurde nach der Eroberung Anatoliens von den Türken Angir genannt.